# Tunisisk sallad
Tunisisk sallad (franska: Salade tunisienne) är en sallad med ursprung i Tunisien, vilken består av mycket finskurna grönsaker som paprika, tomat och lök, samt tonfisk i olja och oliver. Även kokta ägg kan förekomma. Salt, svartpeppar, citronsaft, olivolja och myntablad är typiska smaksättare.